# Pazin
Pazin o Pisino és una ciutat i seu administrativa de la regió d'Ístria, a Croàcia. És la ciutat més gran d'Ístria.

## Assentaments
La ciutat de Pazin consta de 18 assentaments (des de 2006): Beram, Bertoš, Brajkovići, Butoniga, Grdoselo, Heki, Ježenj, Kašćerga, Kršikla, Lindar, Pazin, Stari Pazin, Trviž, Vela Traba, Zabrežani, Zamask, Zamaski Dol, Zarečje i Lindarski Katun.

## Geografia
La ciutat de Pazin està situada en el centre de la península d'Ístria, en un altiplà rodejat de turons que formen una conca. La part antiga de la ciutat es troba sobre els escarpats penya-segats sota els quals es troba l'abisme del riu Pazinčica.
Des de la part antiga de la ciutat, aquesta es va expandir cap a l'oest.

## Demografia
Segons el cens del 2011 la població era de 8.638 habitants.
Segons dades del cens de l'ajuntament de Pazin el 2011: El 78,63% de la població és d'ètnia croata i l'1,41% italiana. En quant a les minories ètniques de la ciutat, els percentatges són els següents: Italians: 32,36%, Serbis: 19,42%, Bosnians: 12,62%, Albanesos: 7,77%, Eslovens: 7,44%, Macedonis: 6,80%, Montenegrins: 4,53%, Alemanys: 0,97%, Russos: 0,97%, Austríacs: 0,65%, Hongaresos: 0,65%, Romanesos: 0,65%, Ucraïnesos: 0,65% i Txecs: 0,32%.

## Història
Les empremtes de vida sobre l'abisme de Pazinčica es remunten al voltant del 1500 aC. Durant l'edat de bronze, la gent vivia en aquesta zona, ja que s'han trobat fragments de ceràmica.
Van passar 2500 anys des d'aquestes primeres restes fins als principis de la història escrita de la ciutat.
Pazin es menciona per primera vegada el 983 en un document de concessió de l'emperador Otto II, on s'anomena com a fortalesa de Pazin (Castrum Pisinum).
En el segle XII, Kaštel Pazin es va convertir en el centre administratiu de les propietats d'Ístria dels comptes de Gorički.
L'exèrcit venecià va assetjar Pazin en diverses ocasions, però va aconseguir ingressar a la fortalesa només el 1508, quan en un poderós atac, tot el comtat va ser conquistat en menys de cinc dies. Amb conseqüència, la ciutat va ser saquejada i les parets de la fortalesa danyades.
Durant la primavera de l'any següent, l'Imperi Habsburg, va aconseguir recuperar els territoris perduts i l'intent dels venecians de recuperar Pazin el 1510 va fracassar.
Degut a les fronteres no resoltes, la regió de Pazin va continuar sent una àrea freqüent de disputes, inclús després de l'acord de pau de Worms el 1523 i la delimitació a Trento el 1535.
El 1516, la ciutat va patir una epidèmia de pesta, unint-se amb les incursions turques i un gran incendi el 1584, el qual va cremar 180 cases de Pazin.
El 1615 va esclatar la guerra austro-veneciana i Pazin va ser atacada el 1616. L'estiu de 1617, els venecians van atacar de nou Pazin, però les muralles de la ciutat van resistir l'atac del mercenari Alvise Zorzi. Aquesta guerra va durar fins al 1619.
Després de la reconciliació, Ístria va viure dos segles de pau. El debilitament del paper de Venècia en els esdeveniments internacionals es va reflectir en un debilitament del seu poder a Ístria.
Els francesos van romandre a Ístria fins al 1813, quan el petit exèrcit del capità Josip Lazarić, els va expulsar de Pazin.
El 1816 davant la presència de l'emperador Francesc I, es va col·locar davant l'església del monestir franciscà, un monument als combatents que van derrotar els francesos.
Amb l'abolició de l'administració francesa, Àustria va prendre el control de tot Ístria, que el 1825 es va convertir en una sola unitat administrativa, amb seu a Pazin.
El 1899, es va fundar a Pazin la Imperial Royal High School, la primera escola secundària a Ístria amb classes en croat. La casa del poble es va inaugurar el 1905, i a principis de la Primera Guerra Mundial, es van fundar moltes societats culturals i econòmiques croates. Al mateix temps, els italians de Pazin van fundar les seves pròpies associacions culturals i esportives. El 1902 es va inaugurar l'edifici del gimnàs "Gian Rinaldo Carli" i el 1912 el teatre "Teatro Sociale".
De 1919 al 1943, tot Ístria va estar ocupada pel Regne d'Itàlia, que va ser governat pels feixistes des de 1922 fins a 1943. Després del col·lapse del feixisme a Itàlia, el 1943 el poble d'Ístria i les autoritats de Pazin van aprovar la unificació d'Ístria a Croàcia.
Després de la Segona Guerra Mundial, fins al 1947, Pazin va ser el centre administratiu de l'àrea militar de l'exèrcit iugoslau d'Ístria. A finals de la dècada de 1950, la indústria va començar a desenvolupar-se a la ciutat, i durant les següents dues dècades es va convertir en un important centre industrial d'Ístria, però també de l'antiga Iugoslàvia. Fins a la dècada de 1990, va haver-hi una forta indústria tèxtil, alimentària i de materials de construcció.
A principis de 1993, el municipi de Pazin, que cobria gran part del centre d'Ístria, es va dividir administrativament i territorialment en set unitats d'autogovern local: La ciutat de pazin, Cerovlje, Gračišće, Lupoglav, Motovun (Karojba des de 1997), Sveti Petar u Šuma i Tinjan. Amb l'establiment del comtat d'Ístria el 1993, que consta dels municipis de: Buje, Buzet, Labin, Pazin, Poreč, Pula i Rovinj, Pazin es va convertir en la seu del comtat d'Ístria, però no en l'únic centre administratiu, ja que les oficines del comtat estaven ubicades a Poreč, Labin i Pula.
Actualment, Pazin és la seu del Comtat d'Ístria i de l'assemblea del comtat d'Ístria.

## Llocs d'interès

### Kaštel
El castell de Pazin és una fortificació medieval, construïda sobre una roca sòlida situada en el centre de la ciutat. És el castell més gran i millor conservat del comtat croat més occidental.
L'estructura fortificada es va construir amb pedra llaurada i, durant els seus 11 segles d'història, es va sotmetre a diverses reconstruccions importants.
El castell va ser mencionat per primera vegada com Castrum Pisinum el 7 de juny de 983, en un document emès per Otto II, el qual confirma la possessió del castell al bisbe de Poreč. El segle XII, els bisbes de Poreč el van cedir a Meinhard de Schwarzenburg, propietari del castell de Črnigrad, i després a Meinhard I, comte de Gorizia, i finalment a Meinhard, margrave d'Ístria i els seus successors.
El 1374 Albert IV, Margrave de Gorizia, va morir sense successors i el castell va ser heretat pels membres de la casa Hasburg. El van llogar i hipotecar molts cops durant els següents segles a diversos nobles estretament relacionats amb ells, entre els quals es trobaven membres de les famílies Auersperg, Barbo, Della Torre, Devinski, Durr (Dürrer), Eggenberg, Flangini, Fugger, Khevenhüller, Mosconi, Swetkowitz, Turinetti de Prie i Walsee.
Finalment, el 1766, el castell va ser venut a Antonio Laderchi de Montecuccoli per 240 florins, i va continuar sent propietat de la família fins al 1945.
Actualment, el museu etnogràfic d'Ístria i el museu de la ciutat de Pazin estan ubicats en aquest espai, i una altra part de l'espai és utilitzada pels arxius estatals.

### Museu etnogràfic de Pazin
Es va fundar el 1962. El camp del museu és la vida quotidiana: indumentària, economia, jocs infantils, musica, alimentació, creences, ...
Conté 8000 objectes etnografics de tèxtil, eines agricoles i objectes de la vida cotidiana dels pobles d'Ístria de finals del segle xix i principis del XX.
En el segon pis s'hi troben les sales d'exposicions temporals i permanent. L'exposició permanent tracta sobre la roba tradicional croata.

### Museu de la ciutat de Pazin
El museu ha estat funcionant com una instal·lació independent des de l'1 de gener de 2008, i des de la seva fundació el 1996 fins a la independència, va funcionar com part de la universitat nacional. Serveix com a recopilació i estudi de la història cultural de Pazin.

### Església de Sant Nicolau
L'església va ser reconstruïda i es va dotar d'un presbiteri allargat d'estil gotic, amb una boveda d'estrella. La bòveda va ser pintada el 1470 per un pintor del cercle de Jakob Sunter (Leonard de Brixen).
De 1659 a 1764 es va afegir una capella i es va convertir en un edifici amb tres naus. La part més antiga conservada a l'església és l'orgue, protegit com a bé cultural.

### Monestir franciscà
Va ser fundat pel Papa Sixt IV. Consta de senzills espais en una sola planta, disposats en forma de "U".
L'església dedicada a la santíssima verge Maria, es connecta amb el monestir a través de la sagristia. Aquesta va ser construïda entre 1463 i 1477 en estil gòtic. La nau de l'església està separada per un arc triomfal, rematada per una volta de malla. El 1729, la nau es va allargar sota la direcció del constructor Sebastijan Prapotnik.
La biblioteca del monestir és la biblioteca conservada més antiga del comtat d'Ístria.

### Cova de Pazin
La cova té una superfície de 83 km² i una longitud de 16,5 km.
La primera investigació espeleològica i primer dibuix de l'abisme va ser realitzat per l'espeleòleg francès Édouard-Alfred Martel entre 1893 i 1896. L'any 1960, el geòleg Mirko Malez i un grup d'espeleòlegs de Zagreb, gràcies a les seves investigacions van poder fer un pla detallat de la cova.

### Parc istarskih velikana
El parc dels gegants d'Ístria, és un parc al centre de la ciutat de Pazin, dedicat a figures significatives de la història d'Ístria, en el qual s'erigeix un bust de cada un d'ells. Entre els 14 busts, es poden trobar els següents: El bisbe Juraj Dobrila, l'escriptor Vladimir Nazor, els herois nacionals Joakim Rakovac, Olga Ban, Giuseppe Budicin-Pino, Vjekoslav Ivančić i altres.

## Clima
A causa de la seva ubicació geogràfica, Pazin es caracteritza per un clima continental.
Els estius són calorosos, en part per trobar-se en una vall. I gràcies a la seva posició cèntrica a la regió d'Ístria, els hiverns són freds i amb boira ocasional.
La temperatura mitjana anual és de 13,9 °C. El mes més fred (gener) la mitjana és de 5 °C i el mes més caloros (juliol) la mitjana és de 22,8 °C.
La mitjana de dies de precipitació és de 132 dies, amb el maig com el mes més plujós i el juliol el menys.

## Transport
Gràcies a la seva favorable posició en el centre d'Ístria, Pazin està connectada per carretera amb totes les ciutats de la regió. L'Ístrian Epsilon passa a través de la ciutat, connectant-la amb Rijeka i la resta de Croàcia a través del túnel Učka.
Un tren de HZPP (HŽ PUTNIČKI PRIJEVOZ d.o.o) passa per Pazin, connectant-la amb Pula en una hora i deu minuts.
Aquest tren té les següents parades: Buzet, Nugla, Roc, Rocko Polje, Lupoglav, Hum u Istri, Borut, Cerovlje, Novake, Pazin, Heki Stajaliste, Heki, Sveti Petar u sumi, Krajcar-Brijeg, Zmnij, Kanfanar, Smoljanci, Savicenta, Cabrunici, Cabrunici Selo, Jursici, Vodnjan, Vodnjan Stajaliste, Galižana, Sijana i Pula.

## Economia
L'empresa Ferenčić produeix refrescos des de 1924, i la beguda que els va fer famosos va ser la Pashareta, Pašareta o Pasareta, una beguda carbonatada a base de sucre i aromes de fruites del bosc. Actualment, es considera un dels símbols gastronòmics de la península d'Ístria.
Ferenčić també produeix l'Oranžada (una beguda amb gust de taronja) i una tònica.

## Educació
Solament el 0,2% de la població és analfabeta i gran part d'ells són majors de 65 anys. El 26,82% de la població de Pazin de 15 anys o més ha completat l'escola primària, percentatge el qual està per sobre del terme mitjà del comtat. El percentatge de persones amb l'escola secundària completada és del 51,65%, inferior al del comtat d'Ístria.
El percentatge de persones amb estudis professionals és del 6,97%. Amb estudis universitaris és del 9,97%, i el 0,07% de la població ha realitzat un doctorat.
Institucions educatives:
- Escola Primària Vladímir Nazar
- Escola Professional Jurja Dobrila: Inaugurada el 1899, va ser la primera escola secundària croata del comtat d'Ístria
- Col·legi Pazinski: Escola catòlica mixta
- Universitat pública oberta

## Esport
- AK Istra Racing Team: Club automobilístic croata de Pazin[17]
- NK Pazinka: Club de futbol de Pazin. Va ser fundat el 1948 com Sportsko Društvo Pazin. El 15 de septembre de 1970 es connecta amb l'industria tèxtil de Pazin i canvia el seu nom a NK Pazinka[18]
- KK Pazín: Club de bàsquet de Pazin

El 2012, Pazin va ser la població on es va realitzar el campionat europeu de petanca.

## Esdeveniments
- Istrakon: És una convenció de ciència-ficció i fantasia la qual es celebra un cop l'any a Pazin. Dura un cap de setmana i reuneix fins a 500 visitants i aficionats.[20][21]
- Dies de Jules Verne: Des de 1998, a finals de juny té lloc el festival literari i cultural. Es realitzen una serie d'actes que volen transmetre l'interès per Jules Vernes, les seves obres i la connexió entre ell i la ciutat de Pazin.[22]

## Personatges il·lustres
- Leonard Bagni: Físic
- Ćiril Brajša: Compositor
- Luigi Dallapiccola: Compositor i pianista
- Juraj Dobrila: Bisbe i educador
- Ante Drndić: Periodista
- Leonard Kalac (Žbrlini): Escriptor franciscà
- Antun Motika: Pintor croat, que va assistir al Gymnasium de Pazin
- Drago Opašić Billy: Espeleòleg, poeta i anarquista
- Ada Sestan: Poeta i escriptor
- Tugomil Ujčić: Poeta, dramaturg i publicista
- Jakov Volčić: Sacerdot
- Radojka Šverko: Cantant
- Zvonimir Doroghy: Filòleg, traductor, evangelista i treballador cultural
- Dražen Bratulić: Actor de teatre, televisió i cine
- Mauro Tomišić: Àrbitre de futbol

## Ciutats agermanades
- Guevguèlia, Macedònia del Nord[23]

## Galeria

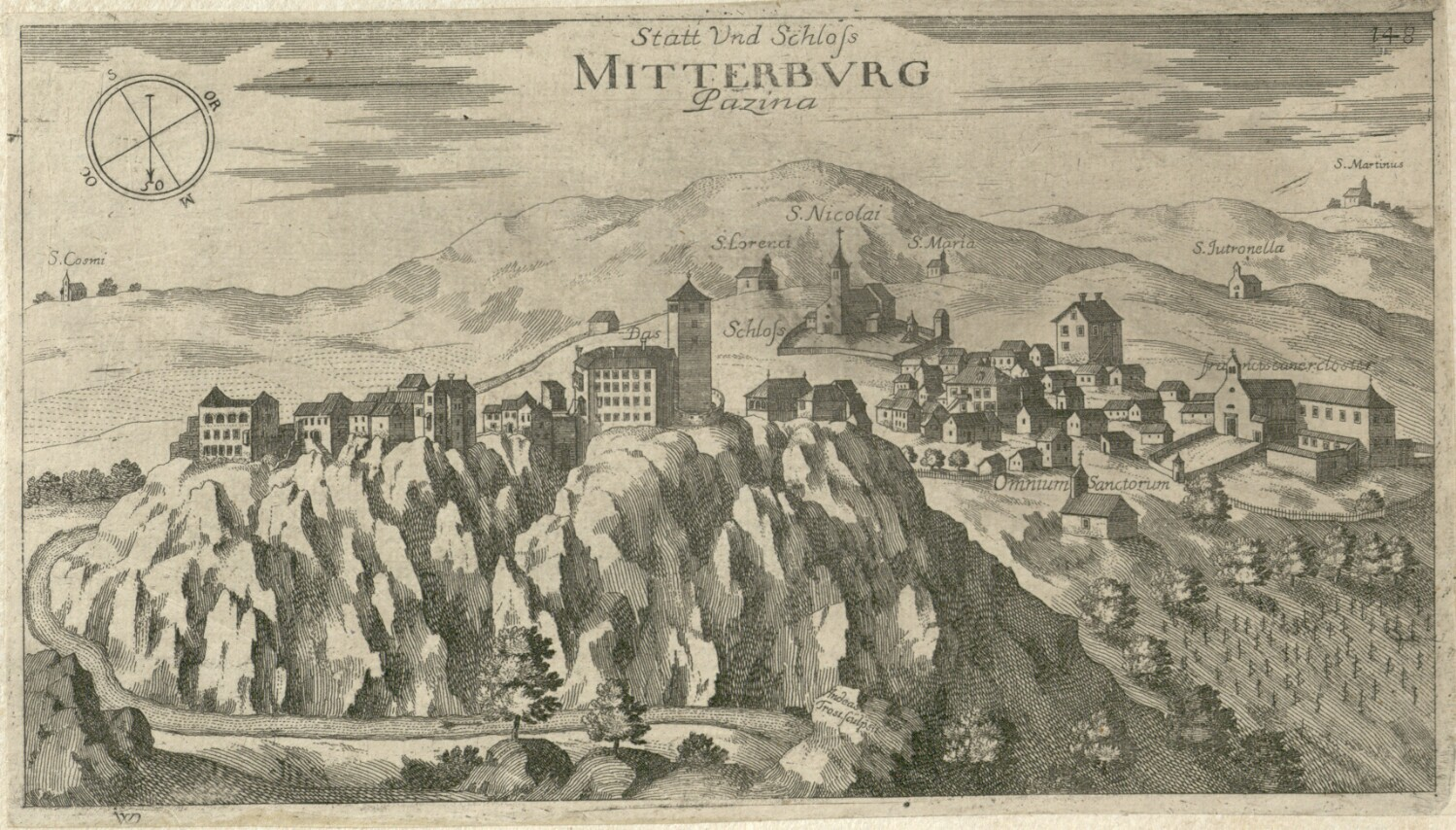
Fortalesa de Pazin el segle XVII
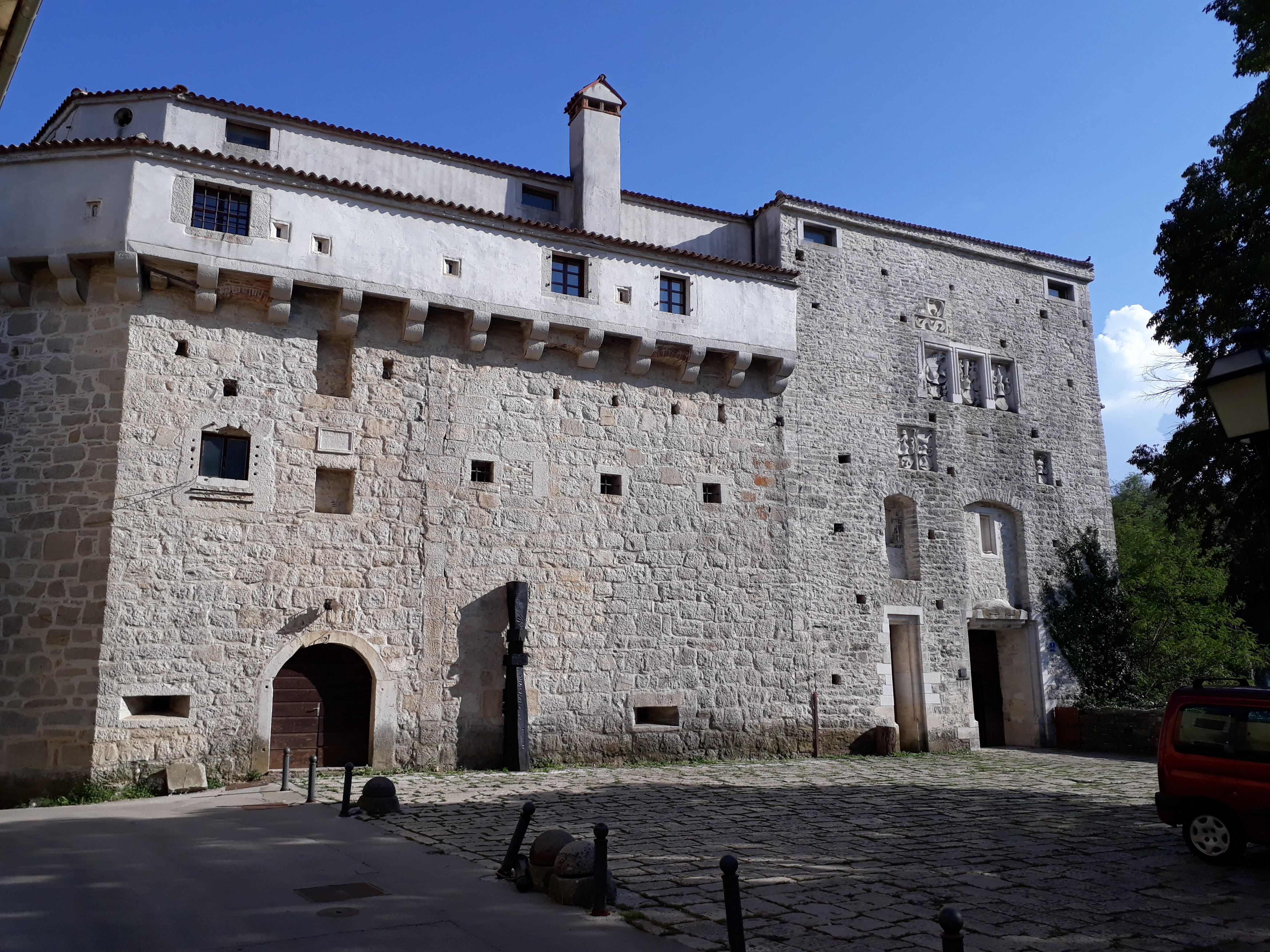
Fortalesa de Pazin
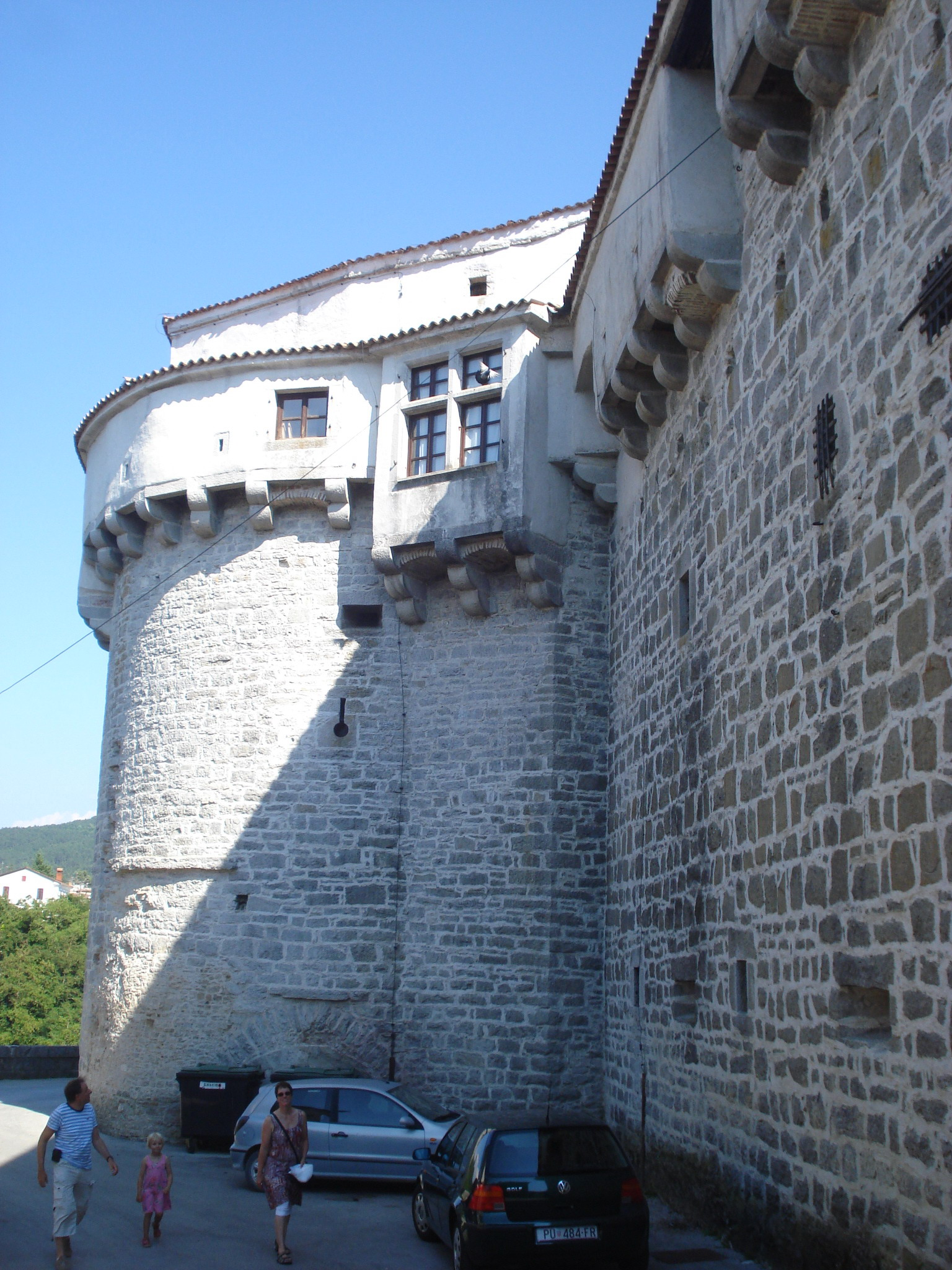
Fortalesa de Pazin
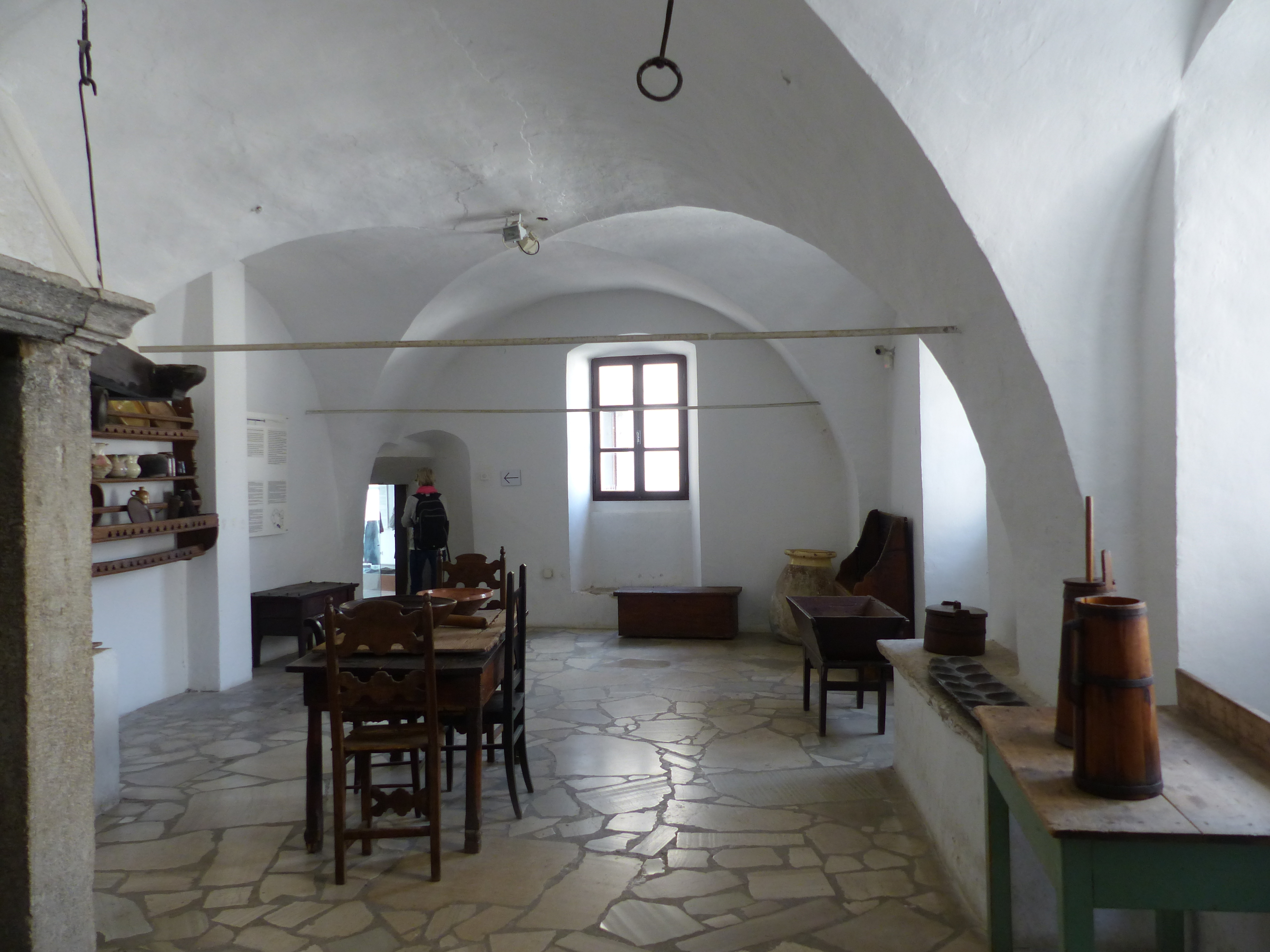
Cuina del castell de Pazin
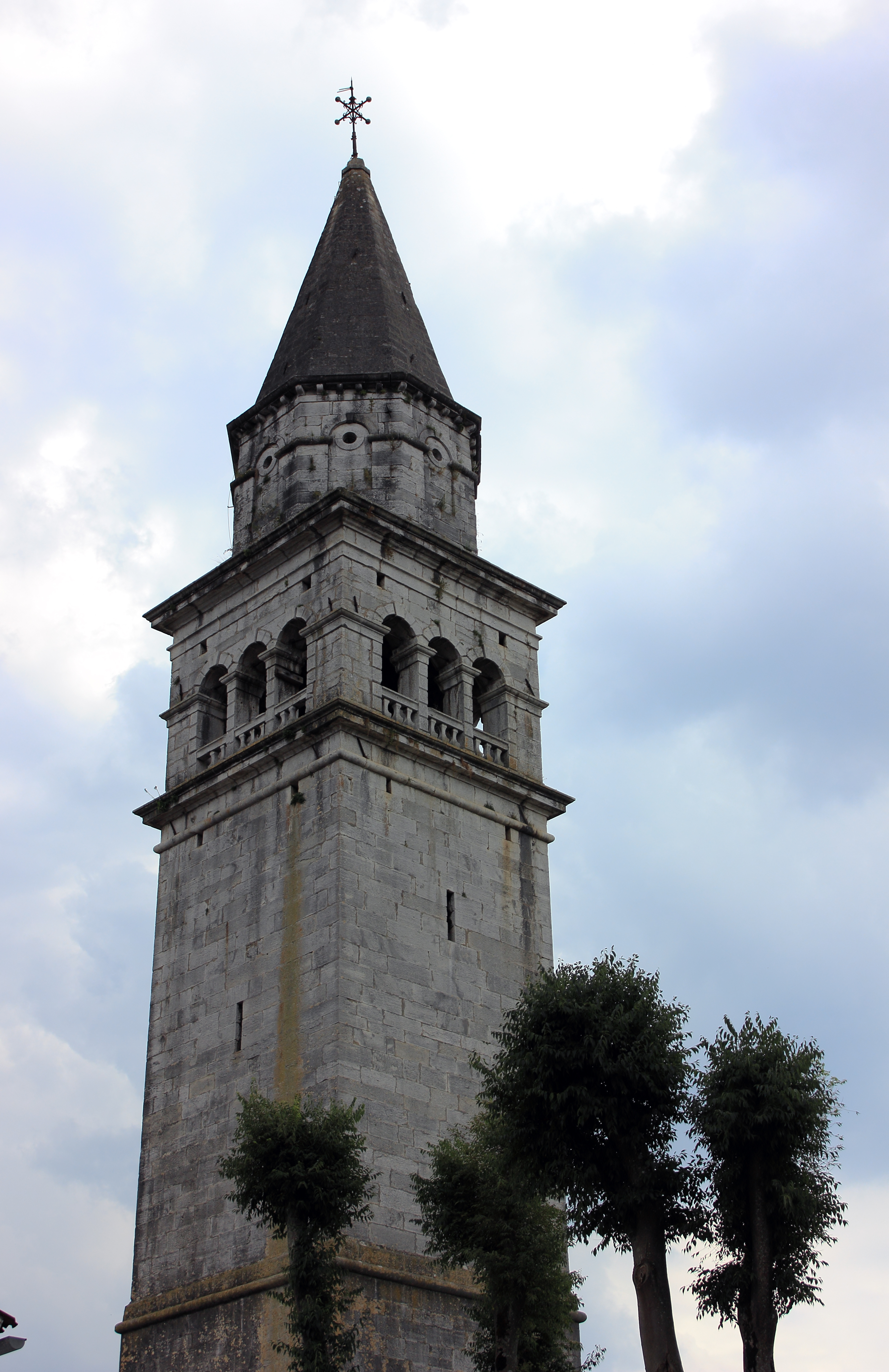
Església de Sant Nicolau
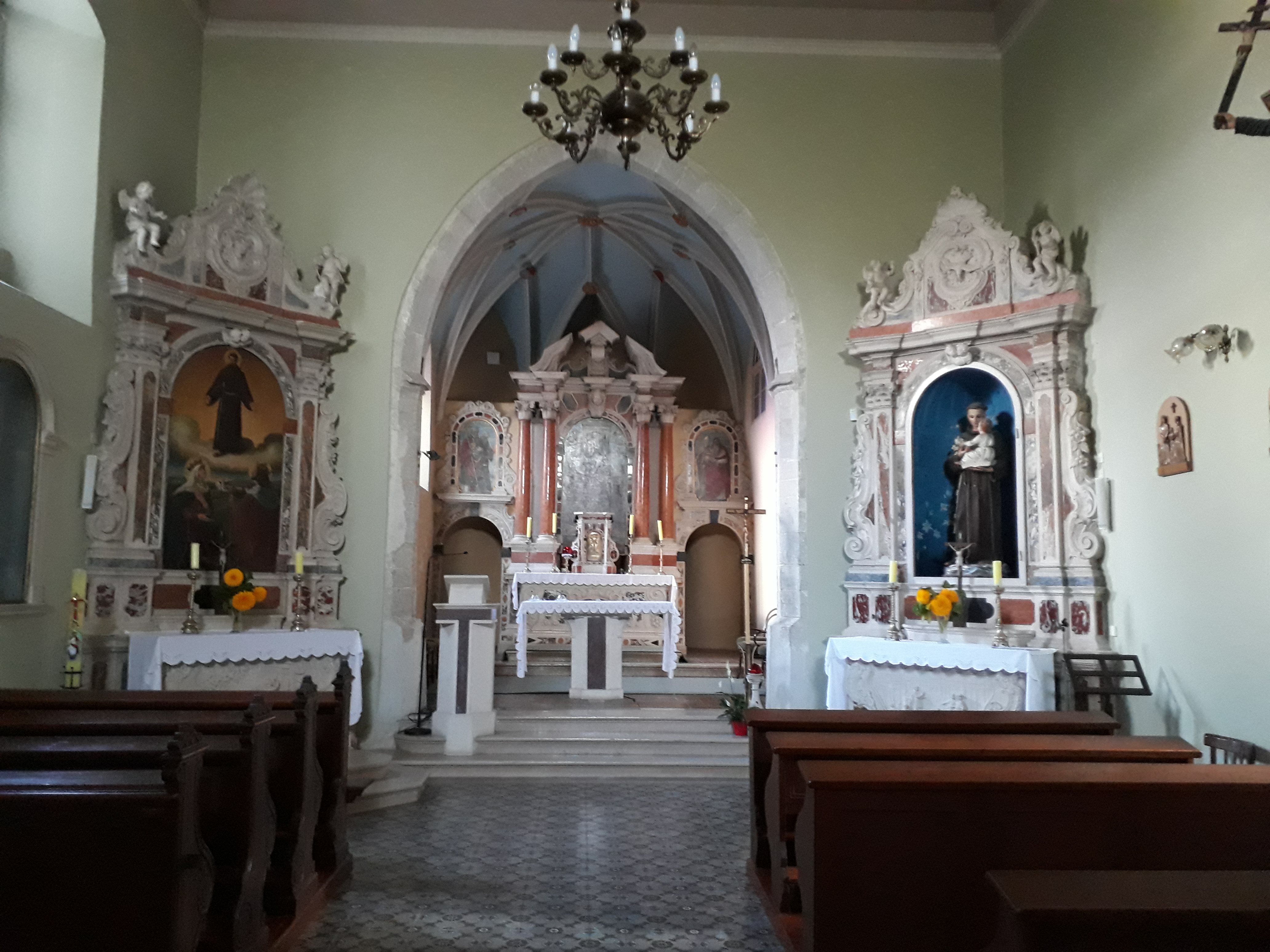
Altar de l'església de la Visitació de la Santíssima Verge Maria
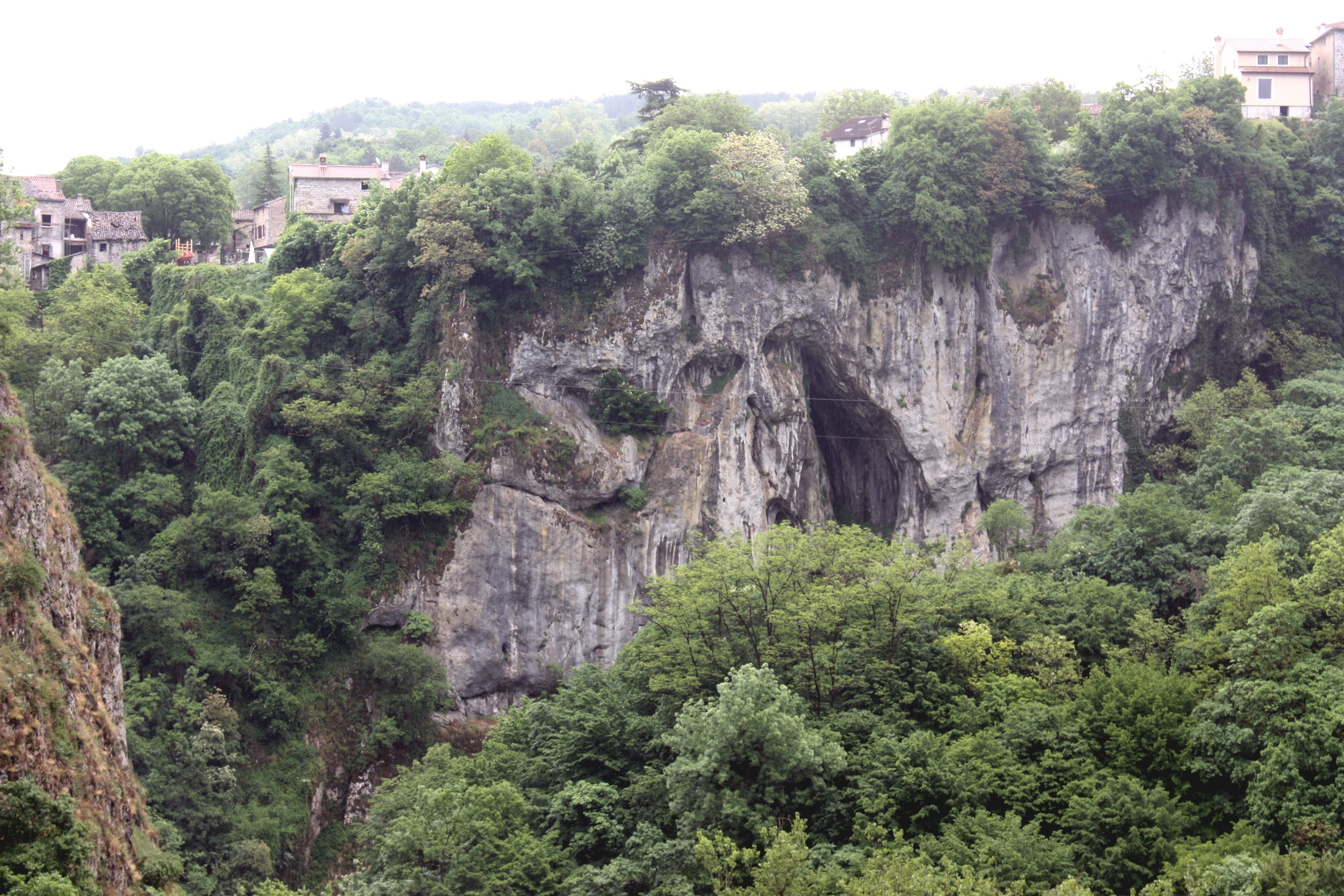
Cova de Pazin
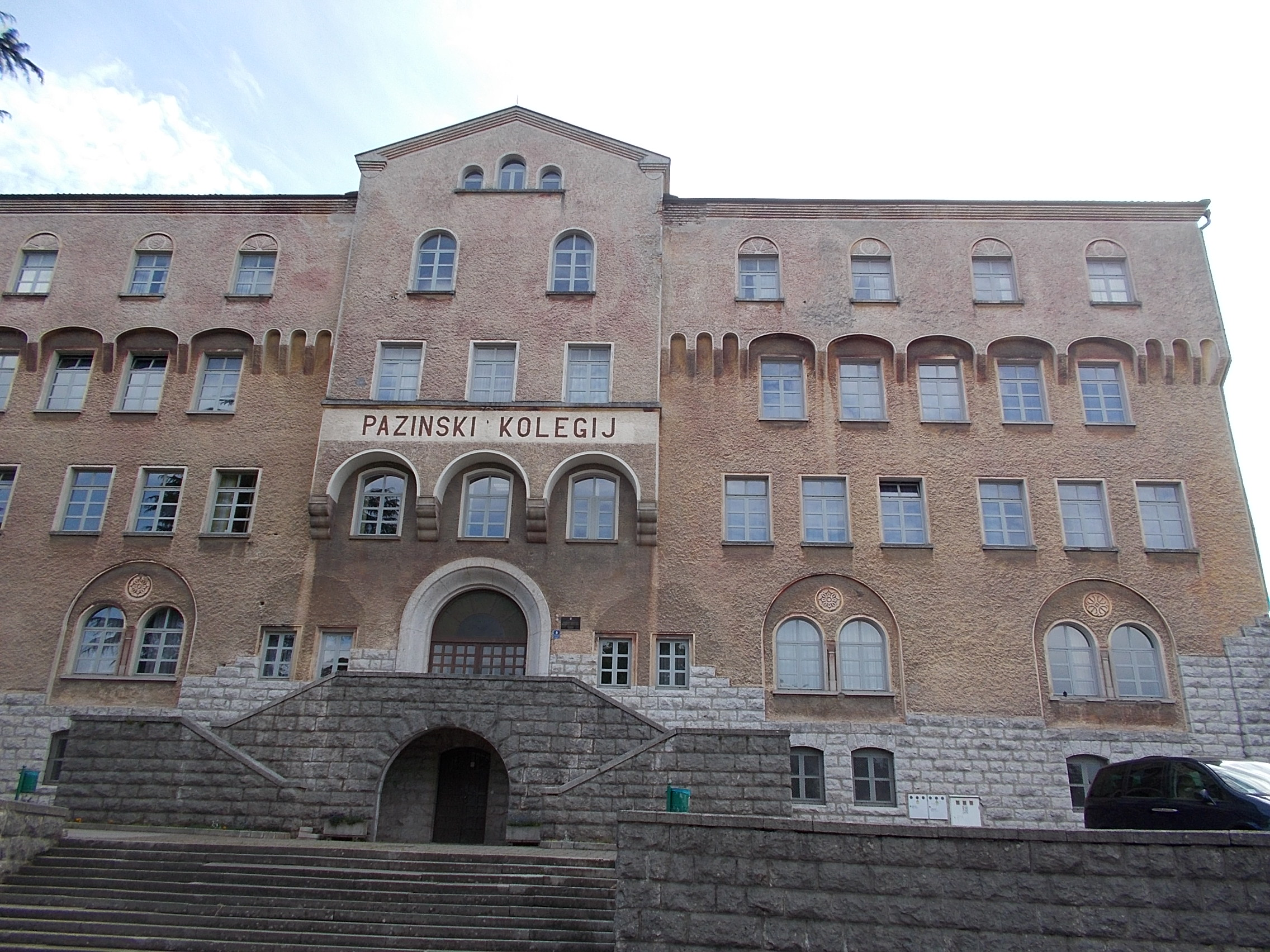
Col·legi Pazinski
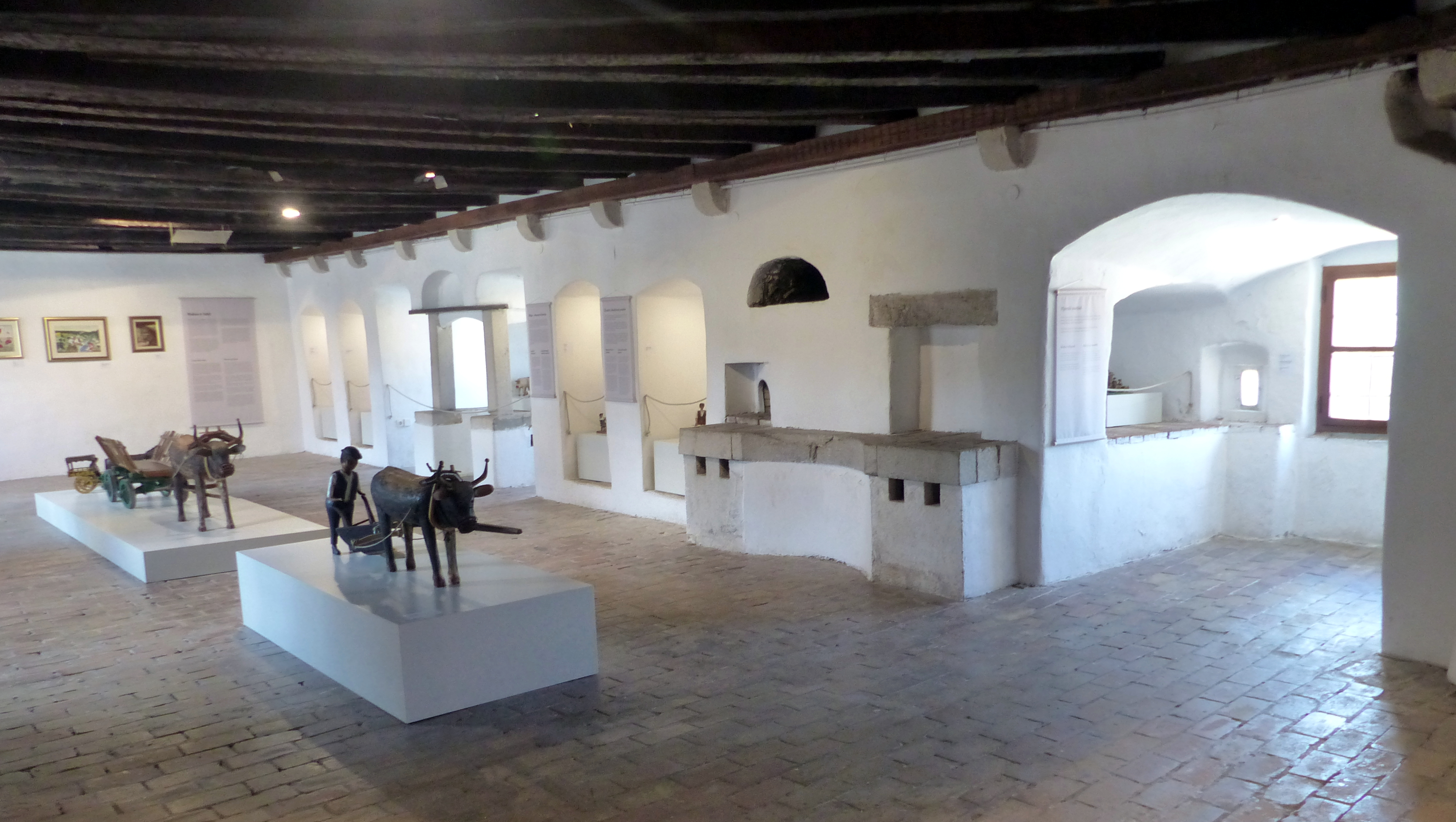
Museu etnogràfic de Pazin
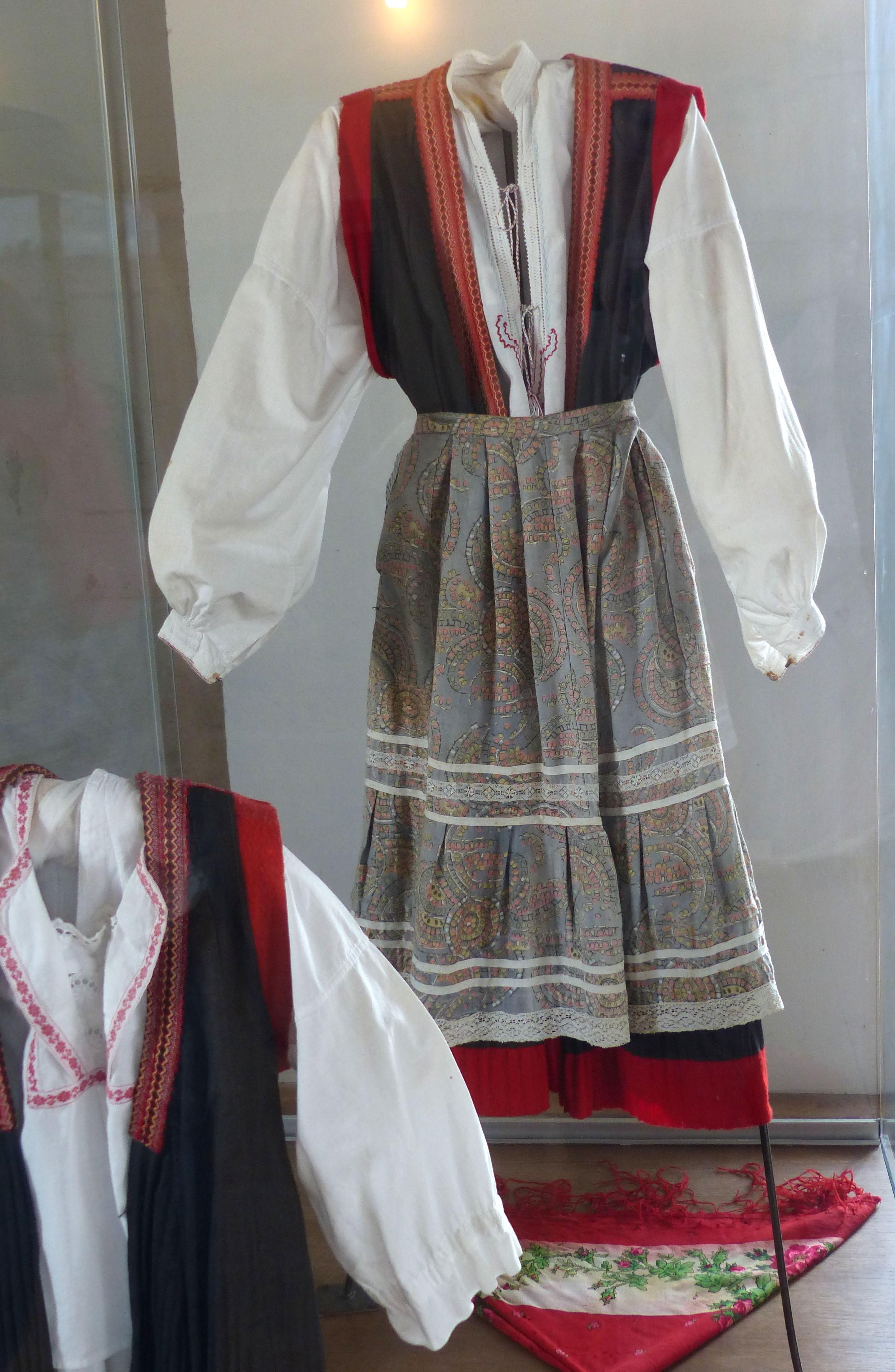
Vestits tradicionals al museu etnogràfic de Pazin
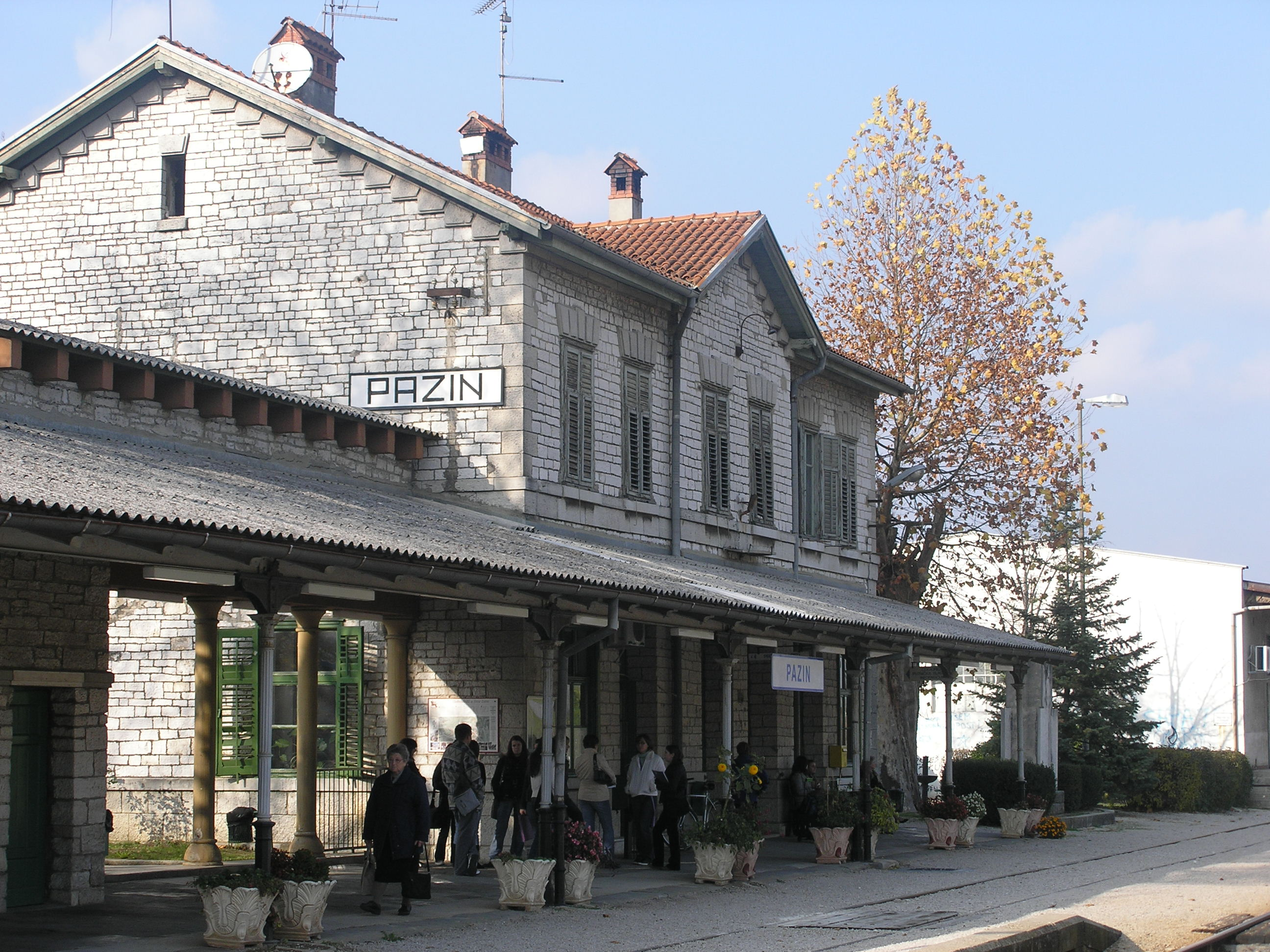
Estació de tren de Pazin
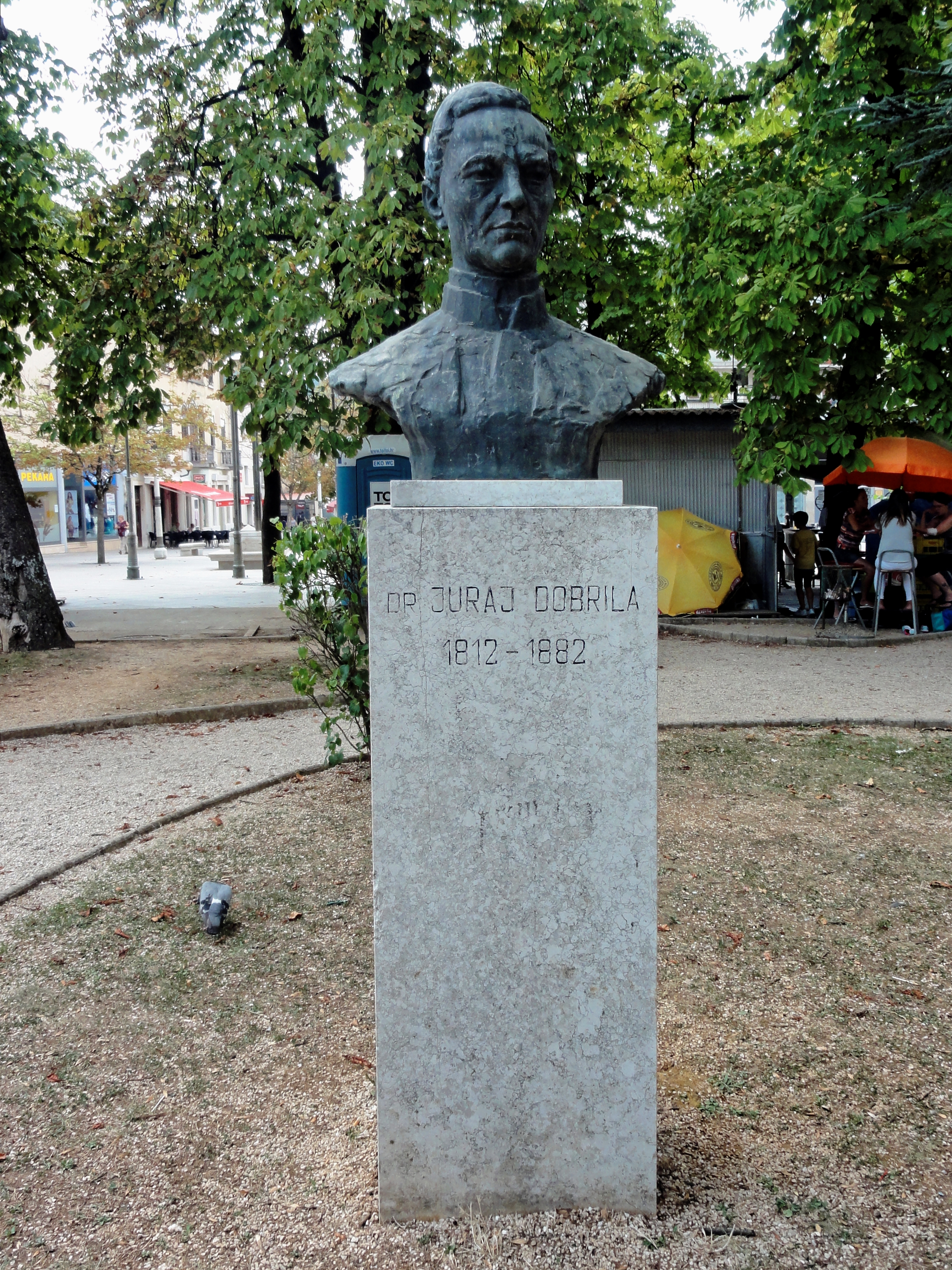
Bust de Juraj Dobrila
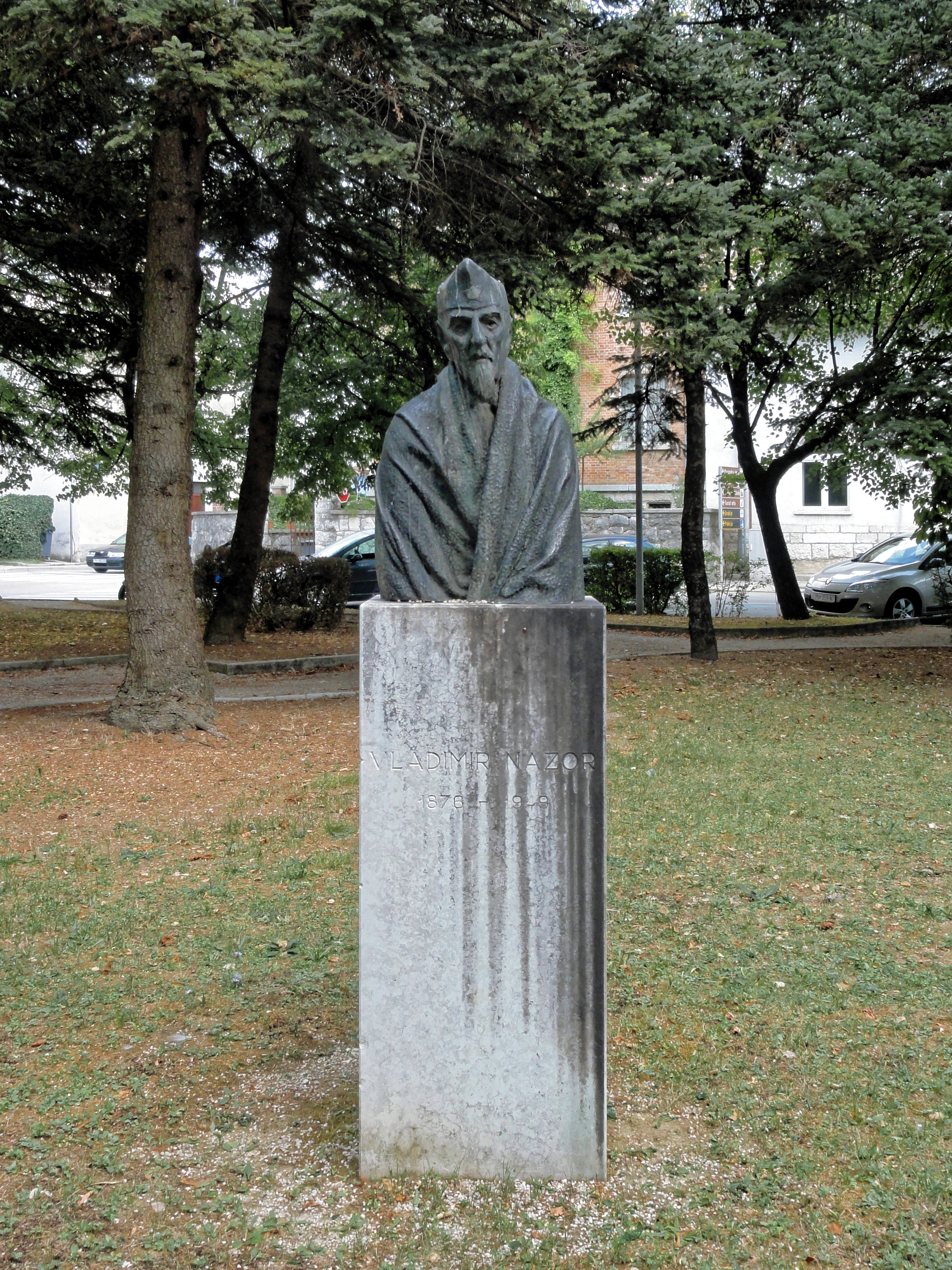
Bust de Vladimir Nazor
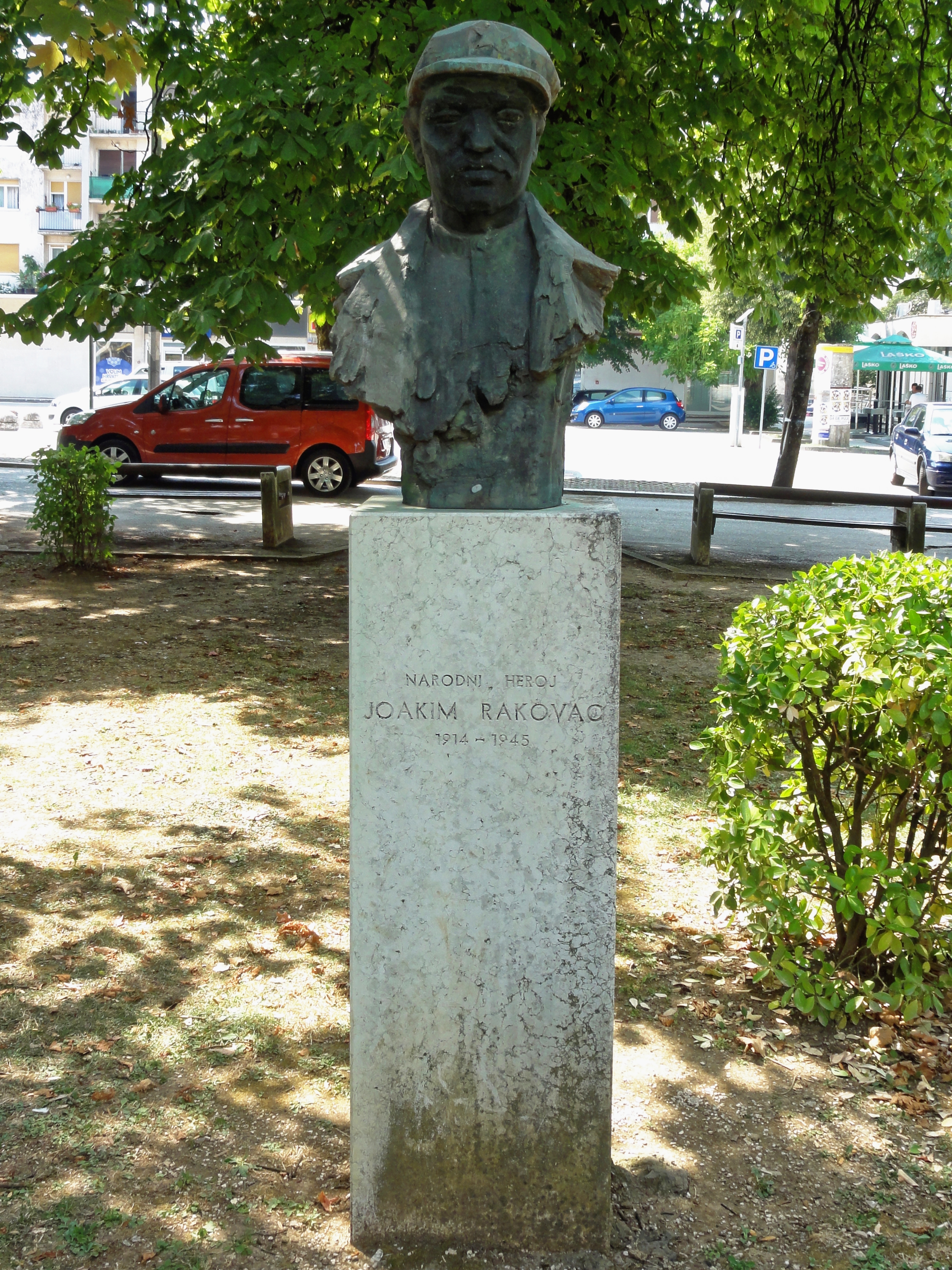
Bust de Joakim Rakovac
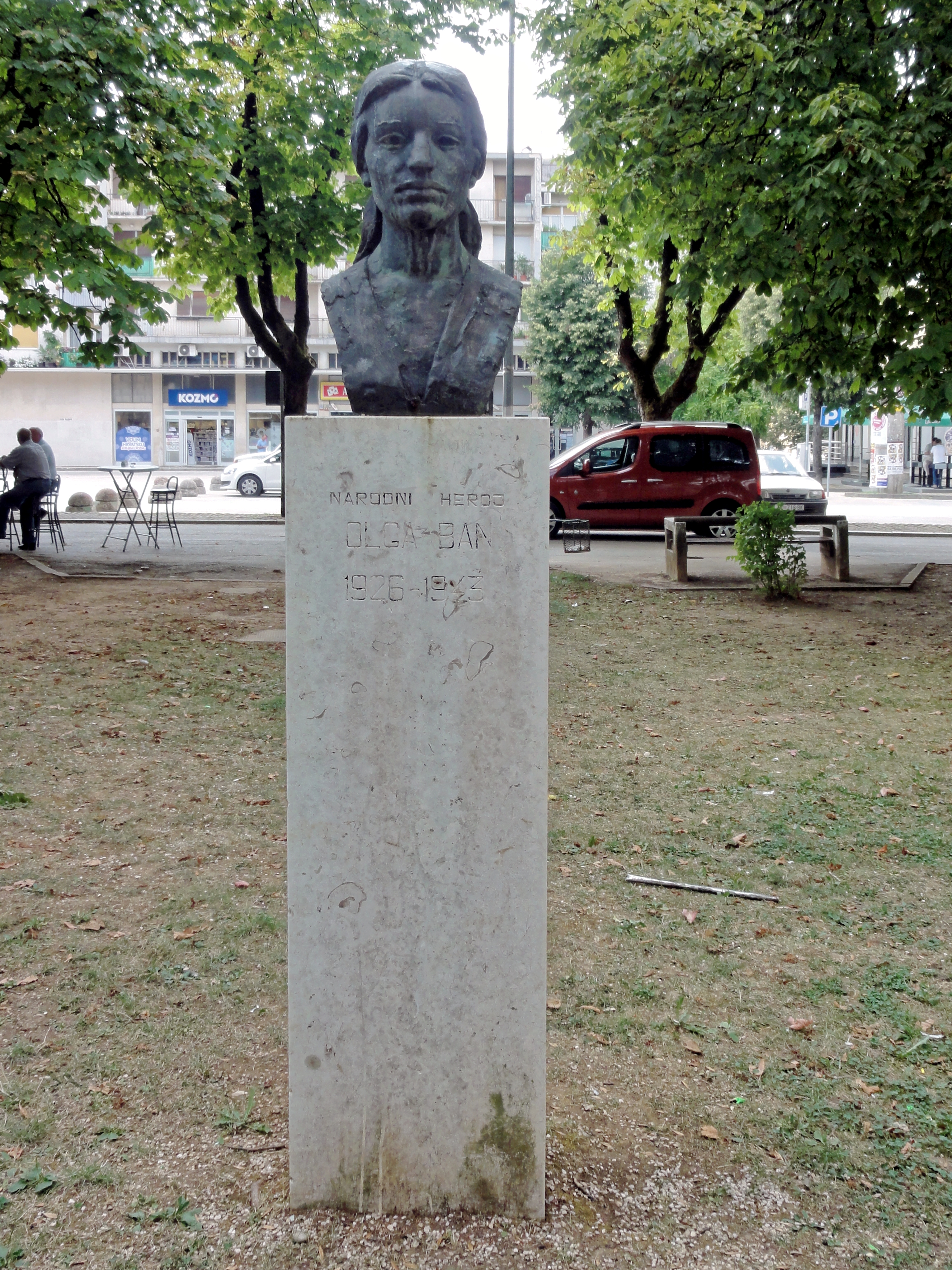
Bust d'Olga Ban
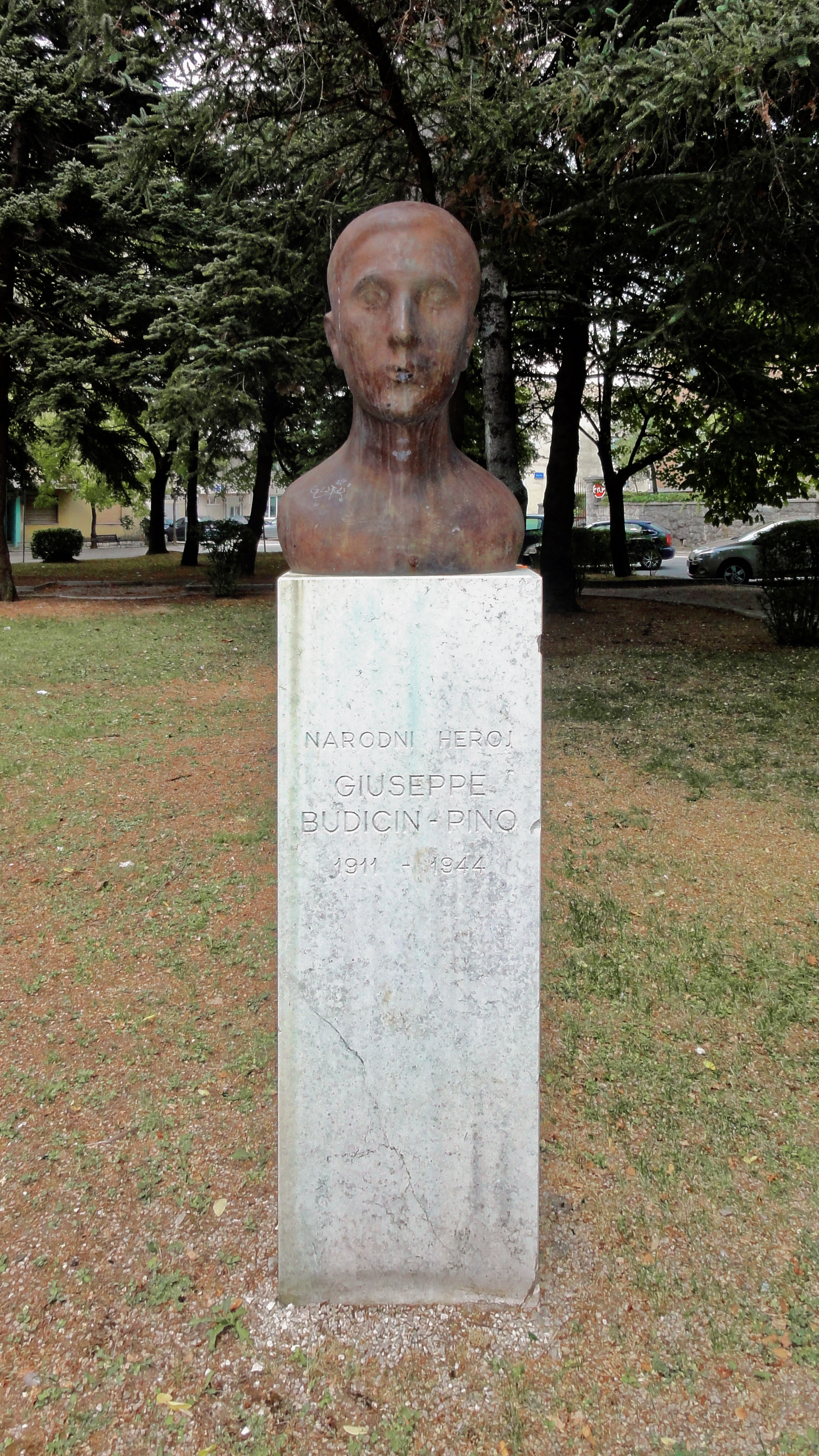
Bust de Giuseppe Budicin-Pino
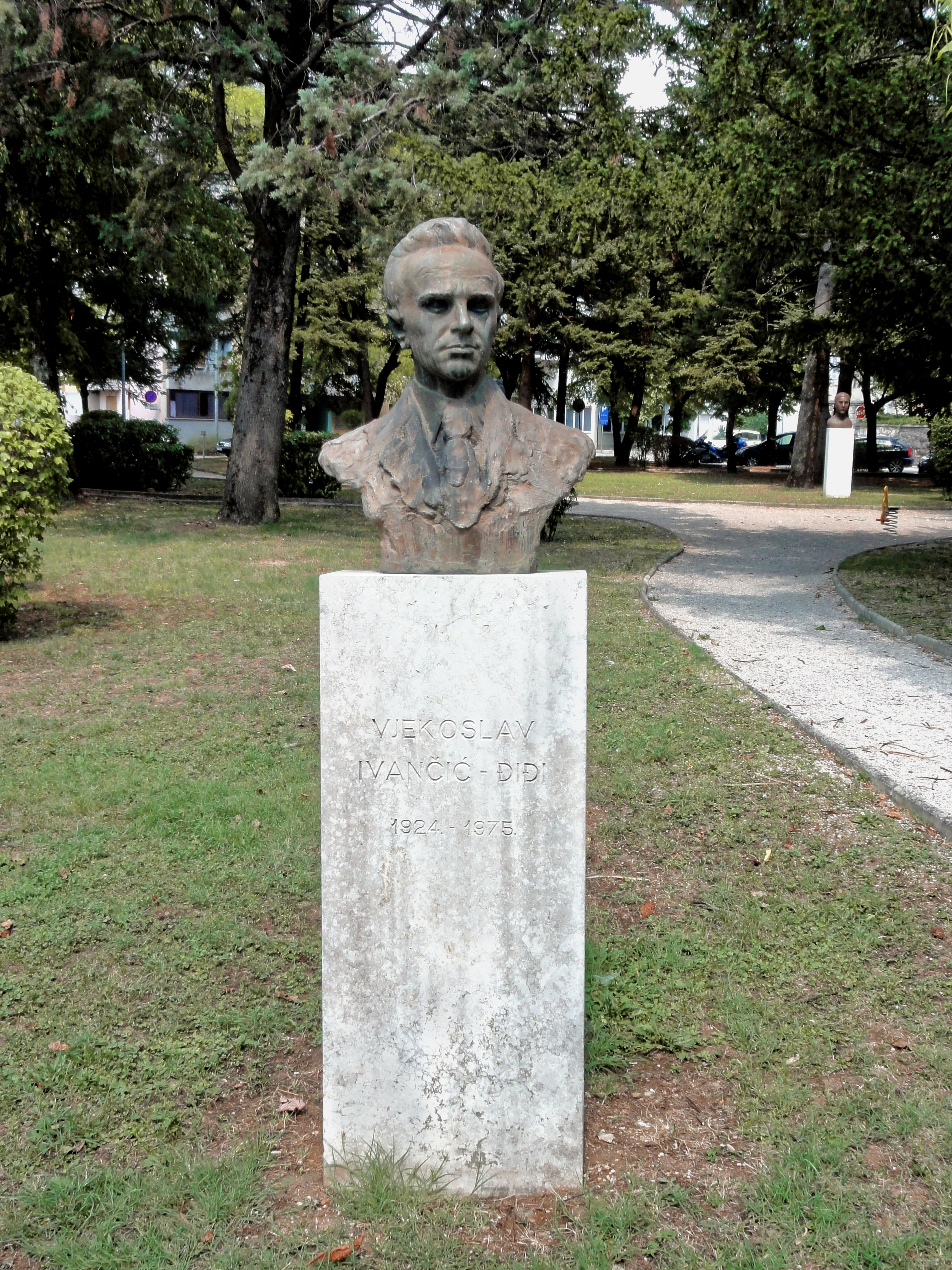
Bust de Ivancic-Didi
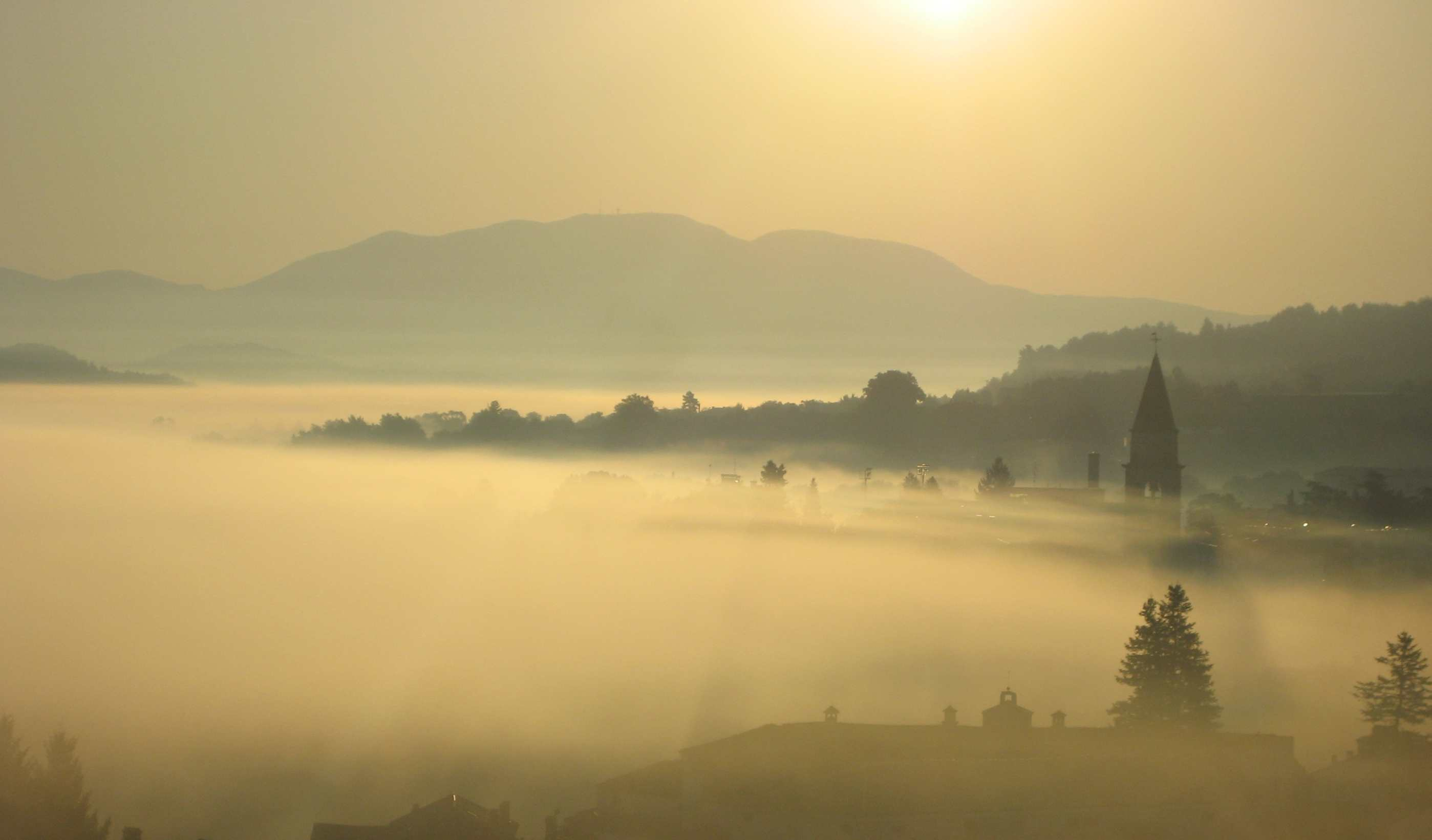
Dia de boira a Pazin